# Autostrada A4 (Włochy)
Autostrada A4 (Serenissima) – autostrada we Włoszech łącząca Turyn z miastem Triest. A4 częściowo przebiega przez obwodnicę Mediolanu (autostradę A52).
Serenissima jest podzielona na pięć sekcji: odcinki Turyn – Mediolan, Mediolan – Brescia, Brescia – Padwa, Padwa – Wenecja oraz Wenecja – Triest. Autostrada A4 przebiega przez Nizinę Padańską, będącą gęsto zaludnionym i silnie zindustrializowanym regionem. Czynnik ten powoduje, że Autostrada A4 jest jedną z najbardziej zatłoczonych dróg we Włoszech.
Łączna długość Autostrady A4 wynosi około 517 kilometrów. Serenissima przebiega przez cztery włoskie regiony: Piemont, Lombardię, Wenecję Euganejską i Friuli-Wenecję Julijską.